# 그레고리 호블릿
그레고리 호블릿(Gregory Hoblit, 1944년 11월 27일 ~ )은 미국의 영화 감독이다.

## 연출 목록
- 분열 (2007)
- 하트의 전쟁 (2002)
- 프리퀀시 (2000)
- 다크 엔젤 (1998)
- 프라이멀 피어 (1996)